# Prédio Spence e Lemos

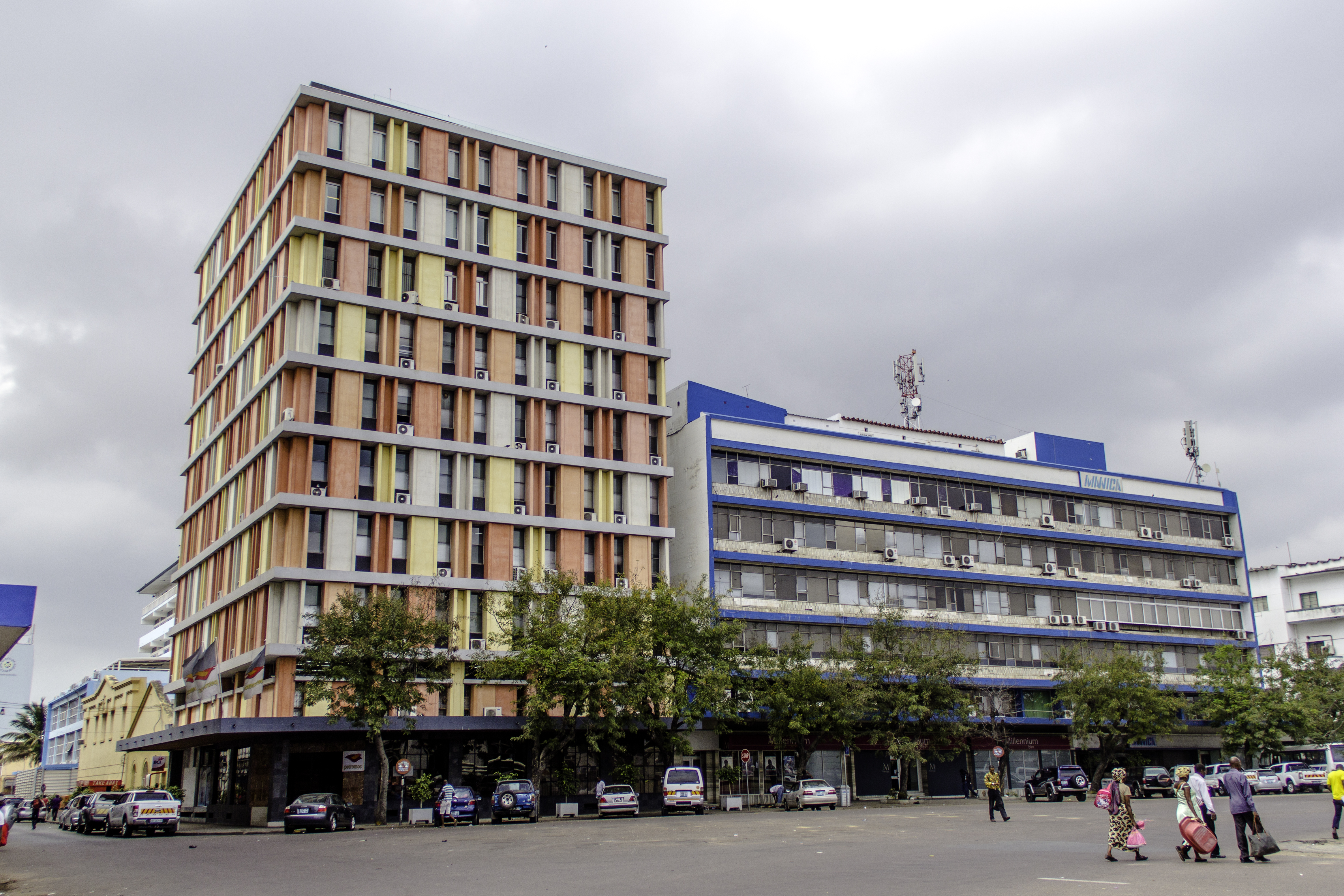
Prédio Spence e Lemos, heute Sitz des mosambikanischen Ölunternehmens Petromoc (nach der Sanierung 2012–2014)

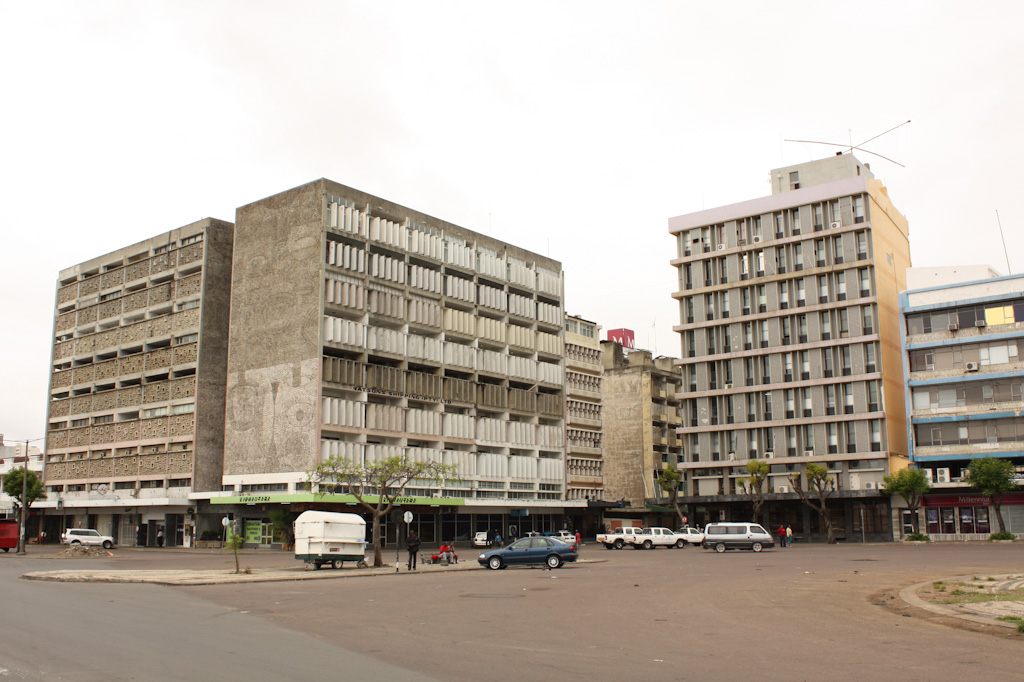
Der Platz „Praça dos Trabalhadores“ mit dem Prédio Abreu, Santos e Rocha (links), dem Prédio Octávio Lobo (schmal, in der Mitte) und dem Prédio Spence e Lemos (rechts, vor der Sanierung)

Das Prédio Spence e Lemos ist ein Bürohaus in der mosambikanischen Hauptstadt Maputo. Das von Pancho Guedes im Stile des Modernismus entworfene Gebäude befindet sich an der Praça dos Trabalhadores und beherbergt heute das staatliche Ölunternehmen Petromoc.

## Geschichte
Pancho Guedes entwarf aufgrund der Zurückhaltung seitens der Kolonialverwaltung in Mosambik vor allem Gebäude für private Auftraggeber. 1958 beauftragte das Unternehmen Spence e Lemos ihn mit dem Entwurf eines neuen Firmensitzes am damaligen Platz Praça Mac Mahon. Guedes entwarf ein achtstöckiges Haus in der Form eines „L“, wobei die nordöstliche Seite der Straße Rua Consiglieri Pedro, die nordwestliche dem Platz zugewandt ist. Besonderes Augenmerk legte Guedes auf die Fassadengestaltung, mit der er die Büroangestellten gleichzeitig vor der von Norden kommenden Mittagssonne schützen und das Gebäude belüften wollte. Das Gebäude war 1964 fertiggestellt.
Heute beherbergt das Gebäude den Hauptsitz des staatlichen mosambikanischen Ölunternehmens Petromoc. Da dem Unternehmen der Zustand des Gebäudes nicht den repräsentativen Ansprüchen entsprach, ließ es dieses zwischen 2012 und 2014 sanieren. Das portugiesische Architekturbüro Promontorio übernahm den Auftrag. Im Zuge der Sanierung des Gebäudes erhielt ein weiteres Stockwerk sowie eine Erneuerung der Außenfassade, bei der die Wandelemente zwischen den Fenstern die Farben der Corporate Identity des Unternehmens erhielten und die Lüftungselemente entfernt wurden.